# Hrubov
Hrubov – wieś (obec) na Słowacji położona w kraju preszowskim, w powiecie Humenné. Pierwsze wzmianki o miejscowości pochodzą z roku 1478.
Według danych z dnia 31 grudnia 2010, wieś zamieszkiwało 488 osób, w tym 255 kobiet i 233 mężczyzn.
W 2001 roku rozkład populacji względem narodowości i przynależności etnicznej wyglądał następująco:
- Słowacy – 95,10%
- Czesi – 0,18%
- Romowie – 1,09%